# غيتا (إمبراطور روماني)

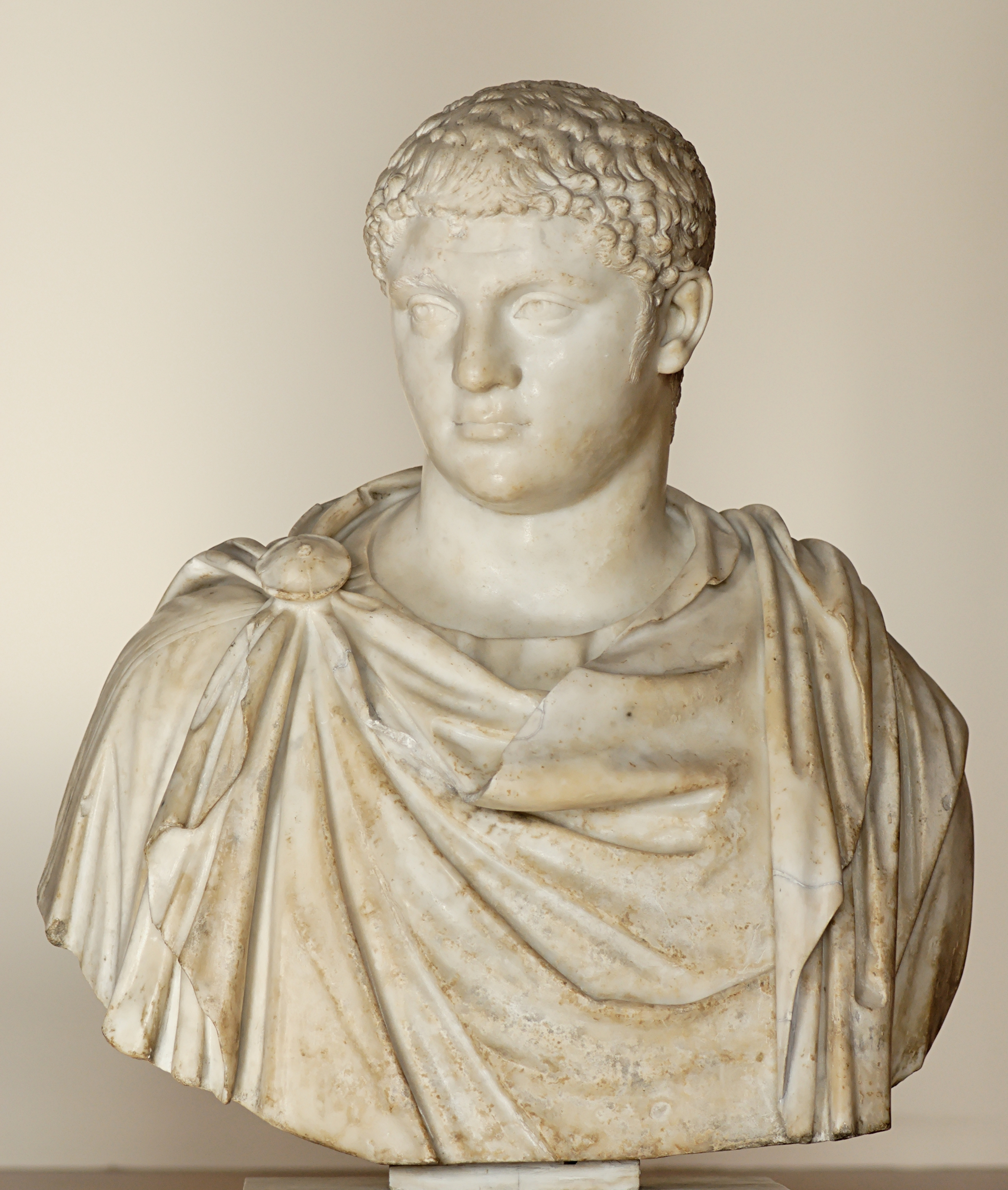
امبراطور الدولة الرومانية غيتا

بوبليوس سبتيميوس جيتا أوغسطس غيتا (7 مارس 189 م - 19 ديسمبر 211 م) كان امبراطور روماني الثالث والعشرون شارك بالكم مع أبيه سيبتيموس سيفيروس وأخيه الأكبر كركلا منذ سنة 209 إلى وفاته.
ولد لسيبتيموس سيفيروس من زوجته الثانية جوليا دومنا في روما عندما كان والده حاكما أقليميا في عهد الإمبراطور كومودوس.
بعد وفاة سيبتيموس سيفيروس تنازع الشقيقان على العرش ووصلت الأمور إلى حافة الحرب الأهلية، حيث تحدث المؤرخ هيروديان عن انشقاق متوقع في الإمبراطورية، بحيث يحكم غيتا الجزء الشرقي، لكن يبدو أن جوليا دومنا كانت قد عارضت هذا الفعل، وحالت دون وقوعه، وفي النهاية نجح كركلا باغتيال اخيه بعد أن دعاه إلى المصالحة في حضرة والدتهم جوليا دومنا، حيث قُتل غيتا بين ذراعي والدته التي حاولت حمايته.

## معرض صور

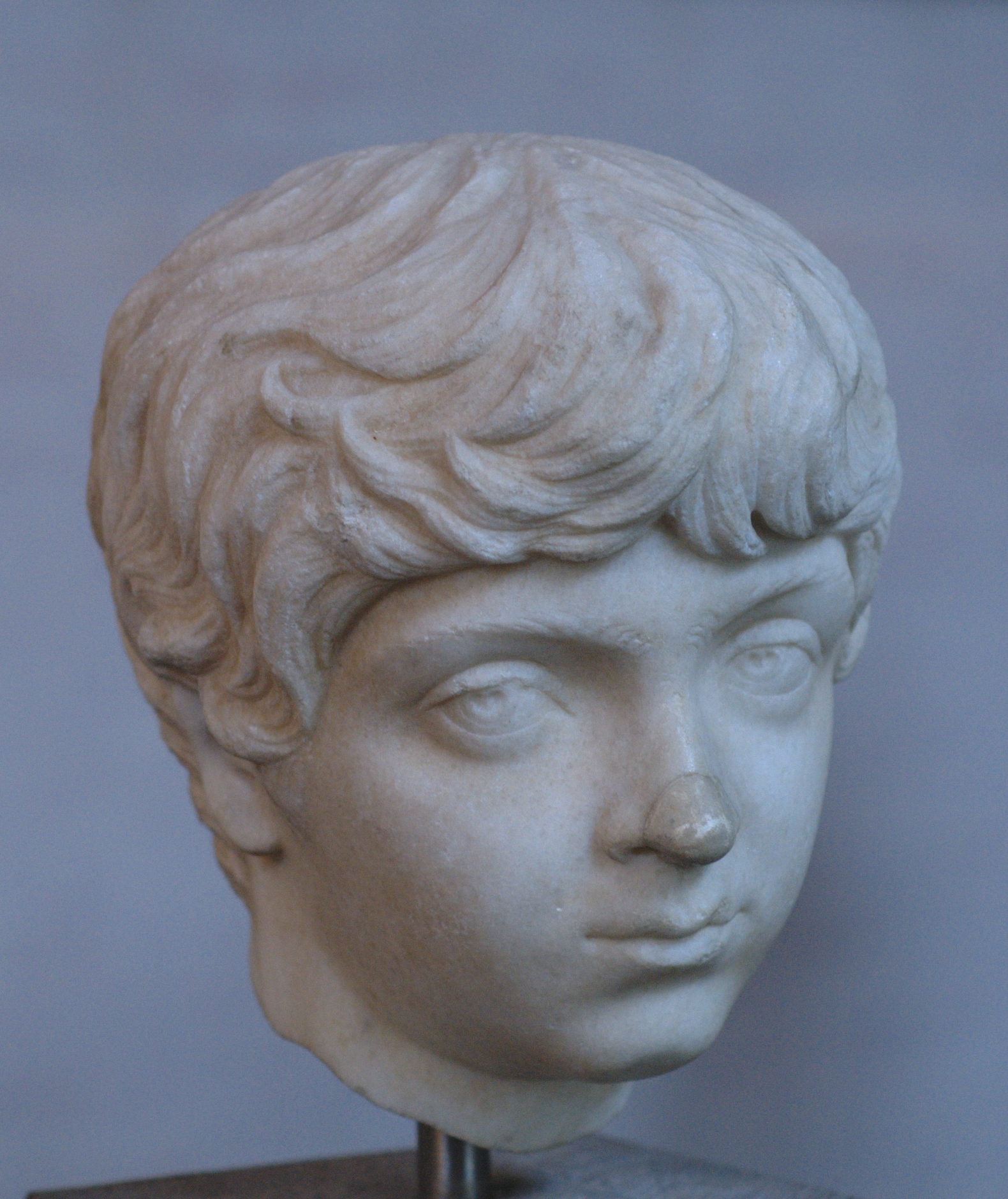
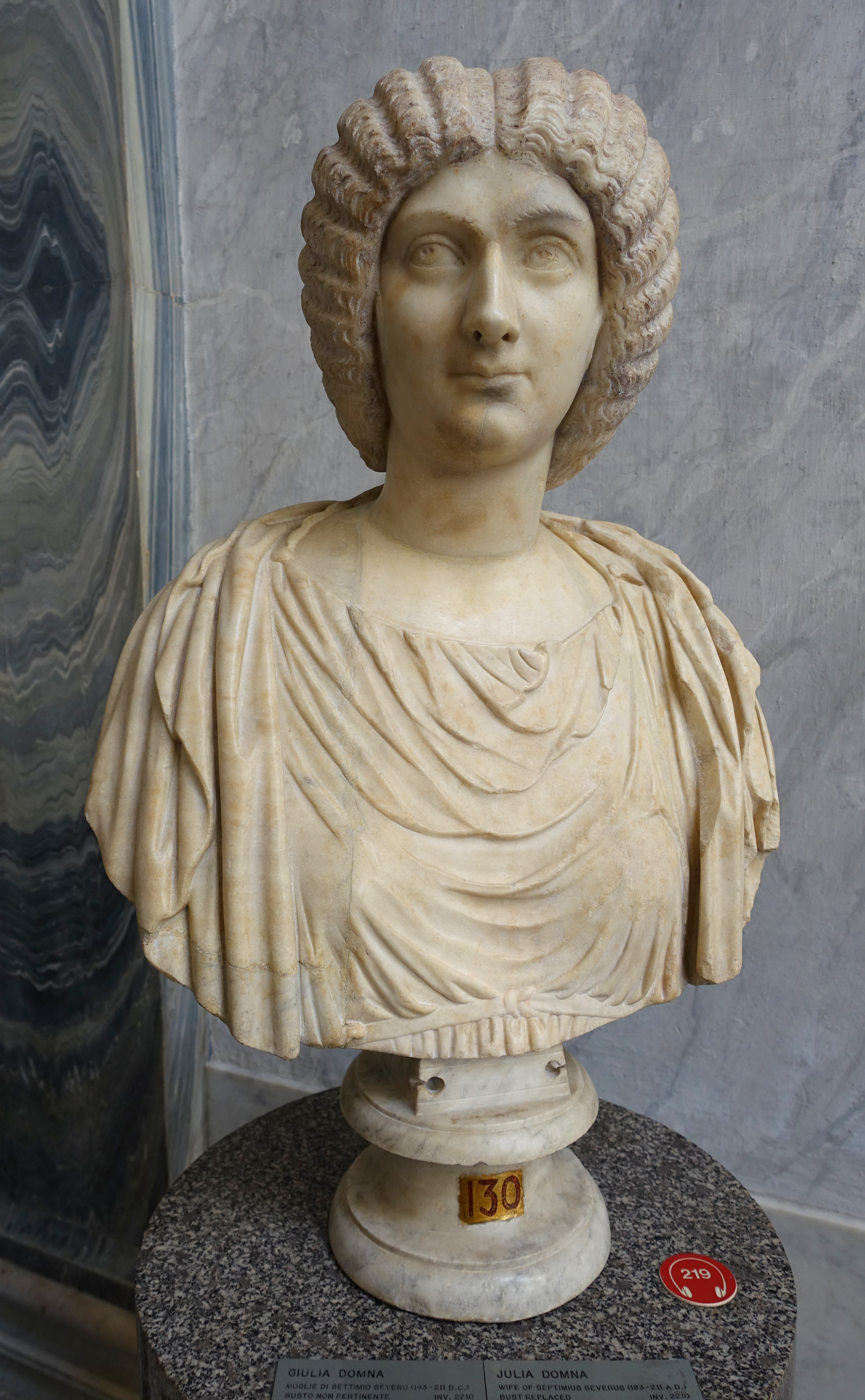
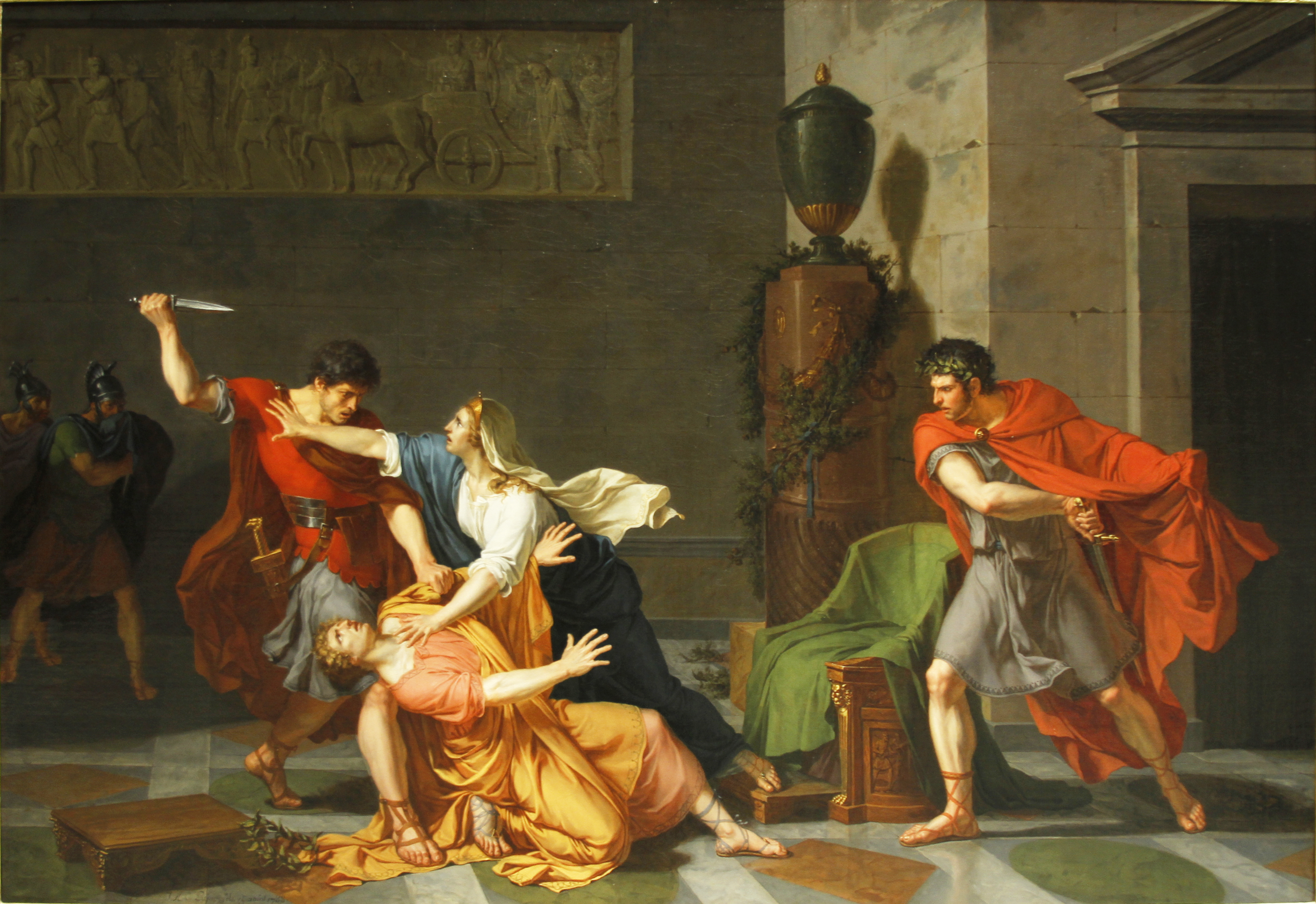